# Tito Muñoz (escritor)
Tito Muñoz (n. Barcelona; 1956) es un escritor y creativo publicitario español.

## Trayectoria
Tito Muñoz ha escrito obras de teatro y guiones para cortometrajes, letras de canciones, algunas con Joan Manuel Serrat: Tarrés en el disco "Cansiones" (2000) y De cuando estuve loco en "Versos en la boca" (2002), o de El perro en el garaje, tema que da título a un disco editado en 2004 por Víctor Manuel. También ha escrito algún libreto de ópera.
Como poeta ha publicado algunos libros en la editorial Visor y en Cuadernos del Bronce, poemarios como Sirenas en conserva (1997), Metralla (1999), con prólogo de Joan Manuel Serrat, o Treinta de febrero (2002), del que Serrat adaptaría la canción De cuando estuve loco.
En 2005 publicó el poemario Una hawaiana con un ukelele, en el que mezcla el tema amoroso, a veces irónico, a veces serio, pero siempre tierno, con una percepción de la realidad en donde se mezcla la mirada adulta con la libertad excesiva del niño. Por eso mezcla objetos urbanos (“Futbol para taxistas”, “Colada”, “El suicidio de Barbie”…) con la pasión por el circo (“Me llamo Strómboli”, “Para amar correctamente a una funambulista”, “El funambulista ciego”…) o ese recuerdo ingenuo de la hawaiana, que abre las puertas de lo paradisíaco. Desde el poema inicial (“Te lo aviso: / tengo un alma / y está cargada”) a la nana final (“Canción para dormir a Joan Manuel Serrat”), el autor recorre un itinerario sentimental y poético con versos mayormente medidos y bien medidos, y detalles de gran poeta de oído, fácil versificador, de rima eficaz e ingenio despierto, con prólogo de Luis Alberto de Cuenca.
En 2008 se publicó el poemario "Sonados" (edit. EH), escrito junto a Juan José Téllez Rubio.
En 2011 publica su poemario Sobras escogidas (2011, Vitruvio), presentaron el libro en la Casa del Libro de Madrid, el 24 de febrero de 2011, tres de los más destacados poetas de la actualidad: Raquel Lanseros, Luis García Montero y Luis Alberto de Cuenca, poniendo así de manifiesto la alta consideración en que tienen a Tito.
Además de su actividad artística como escritor, Tito Muñoz es dibujante, ha pintado y expuesto algunos de sus cuadros.